# Quercus welshii
Quercus welshii är en bokväxtart som beskrevs av R.A.Denham. Quercus welshii ingår i släktet ekar, och familjen bokväxter.
Artens utbredningsområde är Utah. Inga underarter finns listade i Catalogue of Life.